# ASOBISYSTEM
ASOBISYSTEM（日語：アソビシステム株式会社）是一家总部位于日本东京都澀谷区的市场营销、经纪与著作权管理公司。

## 媒体管理
- [2]
- [3]
- [4]

## 经纪事务

### 艺人
- Kyary Pamyu Pamyu
- CAPSULE
  - 中田康貴
- Licaxxx
- 新學校領袖（與TWIN PLANET、朝日電視台音樂（日语：テレビ朝日ミュージック）共同經紀）
- Klang Ruler（日语：Klang Ruler）
- KAWAII LAB.（日语：KAWAII LAB.）
  - FRUITS ZIPPER
  - CANDY TUNE（日语：CANDY TUNE）
  - SWEET STEADY（日语：SWEET STEADY）
  - CUTIE STREET（日语：CUTIE STREET）
- Grace Aimi
- bala
  - MANON
  - SUNNY ONLY 1 / 松下サニー
- Miyu（日语：Miyu (ダンサー)）
- 近藤夏子
- IDOLATER（日语：IDOLATER）
- RAM RIDER（日语：RAM RIDER）
- Moe Shop
- Yunomi（日语：Yunomi）
- yonkey
- MEG
- Azumi（日语：Azumi）
- やすだちひろ / POLY
- 眞白桃々
- aino（日语：栗林藍希）
- DJ KYOKO（日语：DJ KYOKO）
- 矢部ユウナ

### 创作人
- 增田塞巴斯汀（日语：増田セバスチャン）
- NEEKO

### 男模特
- 上野亮[5]
- 冈毅
- Yutaro（日语：ゆうたろう (モデル)）

## 关联公司
- ASOBI制作有限公司
- ASOBI音乐有限公司
- ASOBI著作有限公司
- PIF有限公司